# Mateusz Dróżdż
Mateusz Dróżdż (ur. 28 stycznia 1987) – polski prawnik, wykładowca akademicki, publicysta i działacz piłkarski. Od 2024 prezes zarządu KS Cracovia SA.

## Życiorys
Wychowywał się w Lubinie. Jest absolwentem I Liceum Ogólnokształcącego w Lubinie oraz Wydziału Prawa i Administracji Uczelni Łazarskiego w Warszawie (2011). Ukończył kursy na Saint Joseph’s University w Filadelfii, Uniwersytecie w Salzburgu, Center for International Legal Skills w Salzburgu. Pracuje jako adiunkt w Katedrze Prawa Gospodarczego Uczelni Łazarskiego. Doktoryzował się na Wydziale Prawa i Administracji Uczelni Łazarskiego (2015). Ukończył aplikację radcowską w Warszawie w Okręgowej Izbie Radców Prawnych (2015). Jest autorem ponad stu publikacji naukowych, licznych ekspertyz opracowanych na zlecenie ministerstw oraz Sejmu, współautorem projektu zmian do ustawy o bezpieczeństwie imprez masowych oraz rekomendacji w sprawie organizacji imprez masowych na uczelniach wyższych. Jest członkiem komisji sejmowej ds. zmian ustawy o bezpieczeństwie imprez masowych i autorem projektu zmiany ustawy. Prowadzi również własną kancelarię prawną.
Od 2016 członek rady nadzorczej Ekstraklasy S.A. W latach 2015–2018 członek Rady Nadzorczej, a następnie w latach 2018–2019 prezes klubu KGHM Zagłębie Lubin. Następnie w 2020 został przewodniczącym Rady Nadzorczej Górnika Polkowice. Od 22 czerwca 2021 do 18 maja 2023 pełnił funkcję prezesa Widzewa Łódź. 22 stycznia 2024 został powołany na stanowisko prezesa zarządu KS Cracovia SA. Jest arbitrem Piłkarskiego Sądu Polubownego Polskiego Związku Piłki Nożnej.
W 2019 został uznany przez portal weszlo.com za jedną z 50 najbardziej wpływowych osób w polskiej piłce nożnej. Publikuje na tematy sportowe i prawnicze, m.in. na łamach: „Rzeczpospolitej”, „Gazety Prawnej”, prawo.pl, prawnik.pl, „The Warsaw Voice” i „The Global Legal Voice”.

## Życie prywatne
W związku małżeńskim z Martą; mają syna Franciszka (ur. 2022).

## Wyróżnienia
- Stypendium Ministerstwa do spraw szkolnictwa wyższego (2011),
- Stypendium Fundacji Uczelni Łazarskiego (2011),
- Wyróżnienie w konkursie na najlepszą pracę magisterską z zakresu prawa handlowego, organizowanym przez Wolters Kluwer (2011),
- Laureat konkursu Rising Star, organizowanego przez „Gazetę Prawną” (2013),
- Nagroda za działalność dydaktyczną – nagroda Rektora Uczelni Łazarskiego (2014, 2015, 2016, 2017),
- Laureat konkursu „Język prawny a język współczesny”, organizowany przez Uniwersytet Warszawski,
- Wyróżnienie w konkursie „Nobel dla Studenta”,
- Wyróżnienie w konkursie na najlepszego studenta Polski „Primus Inter Pares”,
- Wyróżnienie w konkursie „Moje miejsce w Europie”[6].

## Odznaczenia
Odznaka „Polska Niepodległa 1918” (2019)

## Filmografia
- 2023: „Widzew. Razem Tworzymy Siłę”: prezes klubu (serial dokumentalny Canal+ Sport)